# La femme et le Pantin
La Femme et le pantin (Em português brasileiro: A Mulher e o Fantoche), lançado no Reino Unido como A Woman Like Satan, é um drama franco-italiano de 1959 dirigido por Julien Duvivier e estrelado por António Vilar e Brigitte Bardot. É a quarta adaptação cinematográfica do romance La Femme et le pantin de Pierre Louÿs.

## Sinopse
Mateo Diaz (António Vilar) é um senhor rico que ama e respeita sua esposa, mas não a acha mais atraente porque ela está paralisada. Ele se interessa e começa a perseguir Eva Marchand (Brigitte Bardot), mas ela não responde a suas investidas.

## Elenco
- Brigitte Bardot – Éva Marchand
- António Vilar – Don Mateo Diaz
- Lila Kedrova – Manuela
- Daniel Ivernel – Berthier
- Darío Moreno – Arbadajian
- Jacques Mauclair – Stanislas Marchand
- Jess Hahn – Sidney

## Produção
Brigitte Bardot escreveu em sua autobiografia que, embora a equipe chamasse o diretor Julien Duvivier de "Dudu", o clima durante as gravações era tóxico e pouco harmonioso. Ela também descreveu a dificuldade de filmar no calor de Sevilha durante a Feira de Sevilha, na Espanha.